# Nifenazon
A nifenazon (INN: nifenazone) fájdalom- és lázcsillapító és gyulladásgátló gyógyszer reumatikus megbetegedések ellen.

## Fizikai/kémiai tulajdonságok
Halványsárga kristályos anyag, mely kevéssé oldódik hideg vízben, acetonban, etil-acetátban és éterben, de jól oldódik forró vízben, alkoholban, kloroformban és híg savakban.

## Adagolás
Tabletta formájában napi ½–1½ gram. Kenőcsként is alkalmazzák.

## Készítmények
Nemzetközi forgalomban:
- Algotrex
- Neopiran
- Niapyrin
- Nicazane
- Nicodone
- Nicofesone
- Nicophesone
- Nicophezon
- Nicopyron
- Nicoreumal
- Nicoron
- Nicotazone
- Nikodon
- Nikofezon
- Phenicazone
- Reumatosil
- Supermidone
- Thylin

Karizoprodollal(de) kombinációban: Teknadone.
Magyarországon nincs forgalomban.

## Hasonló vegyületek
- pirazol
- nikotinamid
- fenazon